# (10746) Muhlhausen
(10746) Muhlhausen est un astéroïde de la ceinture principale.

## Description
(10746) Muhlhausen est un astéroïde de la ceinture principale. Il fut découvert le 10 février 1989 à Tautenburg par Freimut Börngen. Il présente une orbite caractérisée par un demi-grand axe de 2,70 UA, une excentricité de 0,16 et une inclinaison de 12,1° par rapport à l'écliptique.

## Compléments